# Бурнеф (Савоја)
Бурнеф (фр. Bourgneuf) насеље је и општина у источној Француској у региону Рона-Алпи, у департману Савоја која припада префектури Шамбери.
По подацима из 2011. године у општини је живело 668 становника, а густина насељености је износила 103,09 становника/km². Општина се простире на површини од 6,48 km². Налази се на средњој надморској висини од 300 метара (максималној 656 m, а минималној 286 m).

## Демографија
| 1962. | 1968. | 1975. | 1982. | 1990. | 1999. | 2011. |
| ----- | ----- | ----- | ----- | ----- | ----- | ----- |
| 299   | 307   | 307   | 319   | 304   | 400   | 668   |

График промене броја становника у току последњих година